# Tango N' Vectif
Tango N' Vectif è l'album di debutto di Mike Paradinas, e Francis Naughton, pubblicato nel 1993 dalla Rephlex Records (label di Grant Wilson-Claridge e Richard David James) con lo pseudonimo di µ-Ziq.

## Tracce

### Versione originale
1. Tango N' Vectif – 4:03
2. Swan Vesta – 6:09
3. Burnt Sienna – 8:06
4. Iesope – 5:56
5. Auqeam – 3:58
6. Vibes – 3:54
7. μ-Ziq Theme – 4:36
8. The Sonic Fox – 5:33
9. Amenida – 5:54
10. Whale Soup – 3:22
11. Xenith Filigree Anus (edit) – 5:01
12. Die Zweite Heimat – 5:31
13. Phragmal Synthesis, Pt. 3 – 4:49
14. Phi*1700(U/V) – 5:56
15. Beatnik No. 2 – 5:36

### Versione rimasterizzata nel 2001

#### CD1
1. Tango N' Vectif
2. Swan Vesta
3. Burnt Sienna
4. Iesope
5. μ-Ziq Theme
6. Auqeam
7. Vibes
8. Ad Misericordiam
9. Beatnik #2
10. Die Zweite Heimat
11. The Sonic Fox
12. Caesium
13. Phi*1700 [u/v]

#### CD2
1. 4 Time Egg
2. Phragmal Synthesis Pt.1
3. Phragmal Synthesis Pt.2
4. Phragmal Synthesis Pt.3
5. Xenith Filigree Anus
6. Whale Soup
7. Amenida 2
8. Paco
9. Crosstown Traffic
10. Xolbe 2
11. Driving Is Easy
12. Methyl Albion
13. Glink